# Ophiothrix comata
Ophiothrix comata är en ormstjärneart som beskrevs av Müller och Franz Hermann Troschel 1842. Ophiothrix comata ingår i släktet Ophiothrix och familjen Ophiothrichidae. Inga underarter finns listade i Catalogue of Life.